# Форстен, Георгий Васильевич
Гео́ргий Васи́льевич Форстен (фин. Georg August Forstén; 30 мая [11 июня] 1857, Фридрихсгам — 2 июля 1910, Йоройнен) — российский историк, действительный член Русского исторического общества. Доктор всеобщей истории, профессор Императорского Санкт-Петербургского университета. Специалист в области международных отношений нового времени, истории скандинавских стран и западноевропейской культуры. Автор фундаментального труда «Балтийский вопрос в XVI и XVII столетиях» (1893—1894).
Троюродный брат певца Филиппа Форстена.

## Биография
Родился 30 мая (11 июня) 1857 года в Фридрихсгаме, где его отец Торстен Вильгельм Форстен (1817—1861) был учителем географии и заместителем директора в кадетской школе. Мать, полька Констанция Антония Малиновская, в 1861 году, после смерти мужа, переехала с семьей в Петербург, где зарабатывала на жизнь преподаванием игры на фортепиано.
Учился в 6-й петербургской гимназии (1868—1877) и на историко-филологическом факультете Санкт-Петербургского университета (1877—1881), который окончил кандидатом. Был оставлен при университете и 13 января 1885 года (называясь уже Георгием Васильевичем) защитил магистерскую диссертацию «Борьба из-за господства на Балтийском море в XV и XVI веках» (1884) и получил заграничную командировку на два года. Это время он провёл в Германии (10 месяцев), Италии, Франции, Бельгии, Дании и Швеции, где участвовал в исторических семинариях, особенно же много работал в архивах (в Берлине, Дрездене, Мюнхене, Венеции, Флоренции, Риме, Париже, Брюсселе, Копенгагене и Стокгольме). Летом 1889 года он два месяца он провёл опять за границей, занимаясь в Любеке и Данциге. Затем он каждое лето был за границей с учёной целью в период с 1894 по 1897 годы.
Осенью 1887 года он стал в качестве приват-доцента читать лекции на кафедре всеобщей истории в петербургском университете; в 1896—1899 годах был внештатным экстраординарным профессором, ординарный профессор с 1899 года. Кроме того, он преподавал в разных средних учебных заведениях Петербурга: Царскосельской гимназии (с начала 1887 по 1890), 2-м кадетском корпусе, училище Гуревича (1891—1900), Гимназии княгини А. А. Оболенской (до 1908 года; здесь он также состоял инспектором классов, а некоторое время председателем педагогического совета). Также он читал лекции на петербургских Высших женских курсах (1891—1899 и 1903—1905), где в 1894 году вошел в Совет курсов, в 1900 году стал также членом правления курсов. В 1893—1895 годах он — экстраординарный профессор в Петербургском историко-филологическом институте, в 1896—1899 годах — профессор Николаевской академии генерального штаба, в 1905—1909 годах — профессор всеобщей истории Женского педагогического института.
В 1894 году Форстен защитил в Петербургском университете, основанную на архивных источниках (между прочим, собранных в Любеке и Данциге в 1889 году и частью напечатанных в особом Сборнике), двухтомную докторскую диссертацию: «Балтийский вопрос в XVI и XVII столетиях», которая была продолжением его магистерской диссертации и за которую в 1895 году он получил полную премию митрополита Макария.
Главная специальность Форстена — дипломатическая история взаимных отношений Швеции, России, Ливонии, Польши, Пруссии и Дании, центром которых является Балтийское море. В этом направлении он продолжал работать и после своей докторской диссертации, время от времени совершая поездки для занятий в заграничных архивах. Написал ряд статей по истории скандинавских государств для «Энциклопедического словаря Брокгауза и Ефрона».
Среди его учеников — учёные Владимир Крусман, Владимир Забугин, Александра Петрункевич и многие другие. В 1908 году был вынужден оставить преподавание и получил длительный отпуск в связи с очередным (последним) обострением болезни.
В конце 1889 года он стал одним из членов-учредителей (а в 1893‒1894 годах был товарищем председателя) Исторического общества при Петербургском университете; также он был действительным членом Русского исторического общества.
Умер 2 июля 1910 года в Йоройнене (ныне Южное Саво, Финляндия). Похоронен на лютеранском кладбище прихода Йоройс.